# Asmus Jessen
Asmus Jessen (* 15. Mai 1890 in Havetoft; † 6. Februar 1977 in Lübeck) war ein deutscher Kunsterzieher, Maler und Graphiker, der in der Hansestadt Lübeck wirkte.

## Leben
Jessen studierte in Hamburg und in Berlin. Ab 1914 war er in Lübeck zunächst als Kunsterzieher, später als freischaffender Künstler tätig. Als Lehrer gehörte er nach dem Ersten Weltkrieg dem bekannten Reformkollegium der Lübecker Oberschule zum Dom unter Sebald Schwarz an. Mit Paul Brockhaus, dem Herausgeber des Jahrbuchs Der Wagen,  verband ihn eine lebenslange Freundschaft. Das Erscheinungsbild des Jahrbuchs war über Jahrzehnte durch seine graphische Gestaltung geprägt.
Jessen vertrat einen „bestenfalls milde spätexpressionistischen“ Stil. 1923 schuf er auf dem Rasenplatz an der Musterbahn zwischen der Oberschule zum Dom und dem Dom das Ehrenmal der Schule für ihre Gefallenen des Ersten Weltkriegs. Das als blaue dreiseitige Pyramide aus glasierten Kacheln mit einem unten umlaufenden Schriftband gestaltete Monument, das von einem Gitter aus Schwertern, Dolchen und Kreuzen umgeben war, wurde in der Öffentlichkeit kontrovers diskutiert. Am Totensonntag 1924 wurde im Dom während eines Festgottesdienstes von Pastor Balcke das nach dem Entwurf des Künstlers angefertigte Ehrenmal für die Gefallenen des Weltkriegs, in Form von roten Tontafeln welche in schwarz die Namen der Gefallenen der Domgemeinde trugen und sich im Chorumgang der Kirche befanden, eingeweiht. In der Konkurrenz mit dem Expressionisten Ervin Bossanyi bei der Ausschreibung der Ausmalung des Lesesaals der neuerbauten Stadtbibliothek unterlag Jessen 1926. 1935 wurden Bossanyis Arbeiten braun übermalt.
Jessen begeisterte sich für den Nationalsozialismus, er trat zum 1. Mai 1933 der NSDAP bei (Mitgliedsnummer 2.810.576). In „artgemäßer Kunst“ sah er die Verwirklichung seiner künstlerischen und pädagogischen Bemühungen um eine „volkstümliche Kunst“ und eine Verbindung von „Kunsthandwerk und Volkstum“.
1936 wurde er zum Beauftragten für Kunsterziehung der Stadt Lübeck und zum Fachberater („Amtswalter“) für künstlerische Fragen bei der Kreisleitung der NSDAP ernannt. Er war Kreisbeauftragter der Reichskammer der bildenden Künste, „der größten und wichtigsten Körperschaft des Propagandaministeriums“. 1937 wurden auf seine Anregung hin die „Schulwerkstätten der Hansestadt Lübeck“ gegründet. Ziel der mit dem St.Annen-Museum verbundenen Einrichtung war es, eine künstlerische Ausbildung zu vermitteln, die sich (im Gegensatz zum Vorgänger, der bürgerlichen Kunstschule von Willibald Leo von Lütgendorff-Leinburg) vorwiegend an Handwerker richtete. Die Werkstätten betrieben in hohem Maße NS-Auftragskunst wie Opferschalen für NS-Feiern, Gedenktafeln und auch Kunstgewerbe wie die Herstellung von Büromöbel für NS-Funktionsträger. Jessen übernahm auch „die dekorative Gestaltung der Festräume, der Plätze und Straßen Lübecks bei den 'Feiertagen der Nation'“.
Nachdem sein Lübecker Malerkollege Alfred Mahlau zum künstlerischen Beirat im Reichskontor der strikt nationalsozialistischen Nordischen Gesellschaft berufen worden war, wurde Jessen dessen Assistent.
Zu einem unbekannten Zeitpunkt schloss der Künstler sich der SS an. Im Auftrag des Reichskulturamts der NSDAP bereiste er 1943 vier Monate als Kriegsberichterstatter und Angehöriger der SS das besetzte Baltikum, um „bildkünstlerische Aufnahmen“ von Motiven im Kulturkreis der Hanse und des Deutschen Ordens zu machen.
Im selben Jahr erhielt er gemeinsam mit Erich Klahn, Fritz Behn und Hans Heitmann den zum ersten und letzten Mal vergebenen Emanuel-Geibel-Preis der Stadt Lübeck, mit dem nationalsozialistische Künstler ausgezeichnet wurden. Brockhaus hob in einer Laudatio Jessens propagandistische Platz-, Raum- und Straßendekorationen hervor, „ein Arbeitsgebiet, auf dem er sich mit besonderer Liebe einsetzte und Vorbildliches leistete.“
Der Mitpreisträger Erich Klahn gehörte zu Jessens engerem Freundeskreis. Es gab einen regen Gedankenaustausch zwischen den beiden, und Anregungen von Jessen gingen in Werke von Klahn ein. Jessen versuchte auch, durch Vermittlung von Ausstellungen Klahn zu fördern.
Nach dem Ende des Nationalsozialismus wurde Jessen aufgrund seiner NS-Belastung von der britischen Militärregierung festgenommen und interniert (1945–1947). Er wurde aus dem öffentlichen Dienst entlassen und verlor zunächst seine Pensionsansprüche. Ab 1949 lebte er in Legan und war weiterhin künstlerisch tätig. Bis 1956 blieb er von Brockhaus weiterhin mit der Gestaltung des Jahrbuchs Der Wagen betraut.

## Werke
1935 entstand als spektakuläres Beispiel für Kunst im öffentlichen Raum unter Jessens Leitung ein von einer großen Zahl Schüler gefertigtes Holzmodell der Lübecker Altstadt der frühen Neuzeit. Nach dem Abschluss reiste Jessen mit Schülern nach Berlin, um das Modell Hitler in der Reichskanzlei vorzustellen. Es wurde 1936 anlässlich der Olympischen Spiele in Berlin auf der „Groß-Deutschland-Ausstellung“ gezeigt, danach erhielt es einen Platz im Holstentor-Museum, wo es bis heute anzutreffen ist.
Nach Jessens Entwurf wurde der Klinkerfußboden in der Halle des Kanzleigebäudes geschaffen. Sein Lübecker Notgeld von 1921 bestand gegen den witzigeren Entwurf des Eiergeldes von Alfred Mahlau. 1927 malte er die Dorfkirche Hamberge nach erhaltenen Fragmenten neu aus. Bekannt sind seine expressionistischen Darstellungen der Marienkirche und die im ähnlichen Stil gehaltene Mappe von Innenansichten des Lübecker Doms. In der Phase der Vereinsamung nach 1945 wandte er sich stärker den Motiven der Natur rund um seine kleine in Legan vor den Toren der Stadt gelegene Kate zu und malte insbesondere auch Landschaftsmotive aus dem Travetal.